# Titans d'Ottawa
 (janvier 2023).
Si vous disposez d'ouvrages ou d'articles de référence ou si vous connaissez des sites web de qualité traitant du thème abordé ici, merci de compléter l'article en donnant les références utiles à sa vérifiabilité et en les liant à la section « Notes et références ».
Les Titans d'Ottawa (Ottawa Titans en anglais) sont une équipe de baseball basée à Ottawa, en Ontario (Canada). L'équipe fait partie de la ligue Frontière, une ligue indépendante. Fondée en 2020 sur les cendres des Rapidz d'Ottawa, l'équipe ne dispute son premier match qu'en 2022 en raison des restrictions à la frontière canado-américaine lors de la pandémie de COVID-19.
Le domicile de l'équipe est le stade d'Ottawa, un amphithéâtre municipal situé dans le quartier Overbrook (en). Les Titans ont compté parmi leurs rangs plusieurs vétérans des ligues mineures, dont le releveur Nelson Gonzalez ayant joué 7 saisons dans les ligues de niveau AA et AAA.

## Histoire
Après la saison 2019, la Ligue Can-Am a fusionné avec la Ligue Frontière et cinq des six équipes restantes ont rejoint cette dernière ligue. Les Champions n'ont pas été invités à participer, mais il n'était pas immédiatement clair s'ils se replieraient ou feraient une pause alors que le propriétaire Miles Wolff, l'ancien commissaire de la Ligue Can-Am, cherchait à vendre l'équipe. Il n'a cependant pas pu trouver d'acheteur et l'équipe a mis fin aux opérations. Finalement, la Ligue Frontière a quand même décidé de s'étendre à Ottawa, annonçant en septembre 2020 que la ligue accorderait une franchise à un groupe dirigé par Sam Katz, l'ancien maire de Winnipeg et propriétaire des Goldeyes de Winnipeg de l'Association américaine du baseball professionnel et l'Ottawa Sports and Entertainment Group, propriétaire de l'équipe de hockey junior des 67 d'Ottawa et du Rouge et Noir d'Ottawa de la Ligue canadienne de football; la ligue considère qu'il s'agit d'une équipe d'expansion et n'a aucun lien avec les Champions,.
Le 6 octobre 2020, Ottawa a annoncé Steve Brook comme premier gérant de l'équipe. Brook a précédemment dirigé les River City Rascals dans la Ligue Frontière de 2010 à 2019. Il a mené les Rascals à un record de 488 à 373 au cours de ses neuf saisons à la barre, y compris les championnats 2010 et 2019. En décembre 2020, Ottawa a annoncé le nom de l'équipe en tant que Titans d'Ottawa à la suite d'un concours de nom de l'équipe, et les couleurs dans la tradition des franchises sportives d'Ottawa telles que les Rouge et Noir d'Ottawa, les 67 d'Ottawa et les Sénateurs d'Ottawa.
Le 22 avril 2021, la Ligue Frontière a annoncé qu'Ottawa (avec les Aigles de Trois-Rivières) ne participerait pas à la saison 2021 en raison de la fermeture prolongée de la Frontière canado-américaine en raison de la Pandémie de COVID-19 à Ottawa. Les joueurs canadiens signés par les Titans et les Aigles ont eu l'opportunité de se joindre aux Capitales de Québec (qui ont commencé la saison en tant qu'équipe itinérante connue sous le nom d'Équipe Québec, jouant exclusivement aux États-Unis), tandis que les joueurs non canadiens ont fait l'objet d'un repêchage de dispersion parmi les 13 équipes basées aux États-Unis. Les Titans ont l'intention de revenir à la compétition pour leur saison inaugurale en 2022.
En octobre 2021, Bobby Brown a été embauché en tant que manager des Titans pour la saison 2022, après que Steve Brook, sous contrat d'un an, ait décidé de laisser tomber.
Les Titans ont joués leur premier match à domicile le 24 mai 2022 devant 3 458 spectateurs et remportent le match 2 à 0 contre les Otters d'Evansville.
Le 11 juin 2022, le voltigeur Jacob Sanford a égalé le record de la Frontier League avec 10 points produits en un seul match lors d'une victoire 13-0 contre les Empire State Greys.
Le 2 septembre 2022, les Titans ont décroché leur place en séries éliminatoires pour la première fois de l'histoire de la franchise. Dans le jeu des jokers, les Titans ont vaincu les Boulders de New York 8-2 pour se qualifier pour la ronde divisionnaire contre les Capitales de Québec. Cependant, ils ont perdu contre les Capitales 2 matchs contre 1 en première ronde.
Lors de leur première saison à Ottawa, les Titans comptaient en moyenne 2 210 partisans par match pour un total de 112 727 en 51 matchs à domicile.

## Saison par saison
| Titans d’Ottawa | Titans d’Ottawa  | Titans d’Ottawa         | Titans d’Ottawa                                       | Titans d’Ottawa      |
| Saison          | Victoire-Défaite | Pourcentage de victoire | Classement final saison régulière                     | Séries éliminatoires |
| --------------- | ---------------- | ----------------------- | ----------------------------------------------------- | -------------------- |
| 2021*           | 52-44            | .541                    | 1er/3 de la division Atlantique de la Ligue Frontière | Premier tour         |
| 2022            | 56–39            | .589                    | 2e/8 de la division Est de la Ligue Frontière         | Premier tour         |
| 2023            | 48–48            | .500                    | 6e/8 de la division Est de la Ligue Frontière         | pas qualifié         |
| 2024            | 53–42            | .558                    | 3e/8 de la division Est de la Ligue Frontière         | Premier tour         |

2021: Joués en tant qu’Équipe Québec, une équipe regroupant les Titans, les Aigles de Trois-Rivières et les Capitales de Québec jouant dans la Ligue Frontière.

## Assistance
| Saison | Matchs | Total   | Moyenne |
| ------ | ------ | ------- | ------- |
| 2022   | 51     | 112 727 | 2 210   |
| 2023   | 51     | 78 495  | 1 540   |
| 2024   | 47     | 94 140  | 2 003   |